# Ramsjö socken
Ramsjö socken i Hälsingland ingår sedan 1971 i Ljusdals kommun och motsvarar från 2016 Ramsjö distrikt.
Socknens areal är 768,95 kvadratkilometer, varav 726,50 land. År 2000 fanns här 540 invånare. Tätorten och kyrkbyn Ramsjö med sockenkyrkan Ramsjö kyrka ligger i socknen. 

## Administrativ historik
Ramsjö socken bildades 10 februari 1852 genom utbrytning ur Ljusdals socken. 
Vid kommunreformen 1862 övergick socknens ansvar för de kyrkliga frågorna till Ramsjö församling och för de borgerliga frågorna bildades Ramsjö landskommun. Landskommunen uppgick 1971 i Ljusdals kommun. Församlingen uppgick 2002 i Ljusdal-Ramsjö församling.
1 januari 2016 inrättades distriktet Ramsjö, med samma omfattning som församlingen hade 1999/2000.
Socknen har tillhört fögderier, tingslag och domsagor enligt vad som beskrivs i artikeln Hälsingland. De indelta soldaterna tillhörde Hälsinge regemente, Jerfsö kompani.

## Geografi
Ramsjö socken ligger kring Hennan. Socknen har odlingsbygd vid vattendragen och sjöarna omgiven av kuperad sjörik skogsbygd som har höjder som når 580 meter över havet.

## Fornlämningar
Från stenåldern finns boplatser noterade.

## Namnet
Namnet (1542 Ramsiö) kommer från kyrkbyn. Förleden innehåller ramn, 'korp', efterleden är sjö. Namnet kan ursprungligen syftat på Västersjön.

## Befolkningsutveckling
| Befolkningsutvecklingen i Ramsjö socken 1840–1990 | Befolkningsutvecklingen i Ramsjö socken 1840–1990 | Befolkningsutvecklingen i Ramsjö socken 1840–1990 | Befolkningsutvecklingen i Ramsjö socken 1840–1990 | Befolkningsutvecklingen i Ramsjö socken 1840–1990 |
| --- | ------------------------------------------------- | ------------------------------------------------- | ------------------------------------------------- | ------------------------------------------------- |
| |                                                   |                                                   |                                                   |                                                   |
| År |                                                   |                                                   | Folkmängd                                         |                                                   |
| 1840 | 1840                                              |                                                   | 313                                               |                                                   |
| 1850 | 1850                                              |                                                   | 352                                               |                                                   |
| 1860 | 1860                                              |                                                   | 693                                               |                                                   |
| 1870 | 1870                                              |                                                   | 770                                               |                                                   |
| 1880 | 1880                                              |                                                   | 1 117                                             |                                                   |
| 1890 | 1890                                              |                                                   | 1 693                                             |                                                   |
| 1900 | 1900                                              |                                                   | 1 839                                             |                                                   |
| 1910 | 1910                                              |                                                   | 1 876                                             |                                                   |
| 1920 | 1920                                              |                                                   | 1 869                                             |                                                   |
| 1930 | 1930                                              |                                                   | 1 766                                             |                                                   |
| 1940 | 1940                                              |                                                   | 1 664                                             |                                                   |
| 1950 | 1950                                              |                                                   | 1 557                                             |                                                   |
| 1960 | 1960                                              |                                                   | 1 605                                             |                                                   |
| 1970 | 1970                                              |                                                   | 948                                               |                                                   |
| 1980 | 1980                                              |                                                   | 728                                               |                                                   |
| 1990 | 1990                                              |                                                   | 632                                               |                                                   |
| Anm: Siffrorna för 1840 och 1850 är från när Ramsjö fortfarande tillhörde Ljusdals församling och socken. Källor: Umeå universitet - Tabellverket 1749-1859, Demografiska databasen, CEDAR, Umeå universitet. |                                                   |                                                   |                                                   |                                                   |